# Sup'Internet
Sup'Internet er et fransk bachelor-institut tilknyttet IONIS Education Group.